# Cometes hirticornis
Cometes hirticornis là một loài bọ cánh cứng trong họ Cerambycidae.